# Lucio Ceccarini
Lucio Ceccarini, född 13 december 1930 i Rom, död 14 juli 2009, var en italiensk vattenpolospelare. Han representerade Italien vid olympiska sommarspelen 1952 i Helsingfors. Ceccarini spelade en match mot Indien som Italien vann med 16–1 i den olympiska vattenpoloturneringen 1952. Han var far till simmaren Andrea Ceccarini.